# Lodewijk van Oettingen-Wallerstein
Lodewijk Kraft Ernst Karel (Wallerstein, 31 januari 1791 - Luzern, 22 juni 1870) was de laatste regerende vorst van Oettingen-Wallerstein en later een Beiers politicus.
Hij volgde in 1802 zijn vader Kraft Ernst op als vorst, vanwege zijn minderjarigheid onder regentschap van zijn moeder Wilhelmina Frederika van Württemberg. Omdat hij in 1806 weigerde in Franse dienst te treden, werd zijn vorstendom gemediatiseerd en aan Beieren toegekend.
Hij studeerde te Landshut rechten bij Friedrich Carl von Savigny en Johann Michael Sailer en werd vervolgens in Beieren Kronobersthofmeister en rijksraad. In 1813 leidde hij de algemene bewapening in Zwaben, Zuid-Franken en een deel van Oud-Beieren. In de Württembergse landdag droeg hij veel bij aan de voltooiing van de grondwet, later ook aan het ontwerp van die van Beieren. Het aan de kaak stellen van de bureaucratie kostte hem in 1823 zijn posten, toen hij om de niet-adellijke Maria Crescentia Bourgin (1806-1853) te kunnen huwen afstand deed van zijn rechten en het bestuur van de familiegoederen overliet aan zijn jongere broer Frederik Kraft.
Hij werd door koning Lodewijk I in 1825 echter weer aangesteld. In 1828 werd hij Regierungspräsident van Augsburg en in 1831 minister van Binnenlandse Zaken. Zijn vermeende liberale gezindheid maakte hij in dit ambt niet waar. Na een conflict met de minister van Financiën trad hij in 1837 af en gaf hij zijn ordes terug. Hij werd in 1846 buitengewoon gezant te Parijs, maar keerde na de val van Karl von Abel (1847) terug om een nieuwe regering te vormen. Aan deze instabiele regering, door tegenstanders spottend Lola-ministerie genoemd, kwam op 12 maart 1848 een einde toen de koning hem ontsloeg omdat hij zich in de Maartrevolutie te solidair met de opstandelingen had getoond.
Als publicist bepleitte hij de Groot-Duitse oplossing. In 1849 legde hij zijn ambt van Kronobersthofmeister neer en werd hij lid van de Kamer van Afgevaardigden, waar hij tot de oppositie behoorde totdat hij zich in 1862 door financiële problemen uit de openbaarheid terugtrok. Na vanwege deze schulden gevangen te hebben gezeten ging hij naar Zwitserland, waar hij op 22 juni 1870 stierf.
- Gemeinsame Normdatei: 118589555
- International Standard Name Identifier: 0000 0000 5536 112X
- Library of Congress Control Number: n85379427
- Nationale Bibliotheek van Tsjechië: uk20201071092
- Nationale Bibliotheek van Israël: 987007445434805171
- Nationale Bibliotheek van Polen: a0000003436604
- Nederlandse Thesaurus van Auteursnamen: 176710787
- SNAC: w6wq0jjx
- Virtual International Authority File: 75318062
- WorldCat: E39PBJmtxFP6wWwP6Qj7dWXjmd